# Veikko Siltavuori
Antti Veikko Ilmari "Jammu" Siltavuori, finskt smeknamn Jammu-setä (svenska farbror Jammu), född 29 oktober 1926 i Vasa, död 9 mars 2012 i Kuopio, var en finländsk mördare och sexualförbrytare.
Veikko Siltavuori blev känd för att ha mördat två 8-åriga flickor i Kvarnbäcken i Helsingfors den 3 mars 1989. Han erbjöd flickorna skjuts i sin bil och körde till sin sommarstuga i Vichtis. Där ströp han dem och brände liken i ett gammalt oljefat. Siltavuori hade tidigare dömts för att ha våldtagit en 5-årig flicka och för andra sexualbrott samt egendomsbrott och även för mordförsök.
Tvärtemot en allmänt, via massmedia, spridd missuppfattning fastslog domstolen att det inte fanns någon teknisk bevisning till stöd för uppfattningen att Siltavuori skulle ha våldtagit 8-åringarna. Helsingfors rådstuvurätt dömde honom därför den 14 december 1989 för två mord begångna i avsaknad av fullt förstånd (Siltavuori är psykiskt utvecklingsstörd), två kidnappningar av barn samt några andra brott sammanlagt till 15 års fängelse samt att efter att ha avtjänat den tidsbestämda delen interneras i tvångsinrättning. Högsta domstolen upphävde senare interneringen. 
Efter att ha suttit 11 år i fängelse frigavs Siltavuori villkorligt den 31 januari 2000, men sattes mycket snart under psykiatrisk tvångsvård i Niuvanniemi mentalsjukhus i Kuopio. Det skedde lika mycket på grund av påtryckningar från en upprörd allmänhet som med tanke på hans egen säkerhet. Ett flertal helt oskyldiga personer blev under mediadrevet i samband med morden trakasserade och t.o.m. misshandlade av mer eller mindre mentalt störda individer som fått för sig att deras offer var identiska med Siltavuori.